# Apolonia
Apolonia – imię żeńskie pochodzenia greckiego, oznaczające osobę należącą do boga Apolla. W starożytności mogło także pochodzić od nazwy miasta (dotyczy wyzwoleńców).
Zdrabniane jako Pola, Polka, Polonia, Polonka, Polunia, Polusia.
Męski odpowiednik to Apoloniusz. 
Imię rzadkie. W styczniu 2025 r. w rejestrze PESEL, wśród publicznie dostępnych danych dotyczących osób żyjących, wykazano 8341 kobiet o imieniu Apolonia nadanym jako imię pierwsze. 
Imieniny obchodzi 9 lutego.

## Osoby o imieniu Apolonia
- Apolonia z Aleksandrii – chrześcijańska święta
- Apolonia Chałupiec – aktorka
- Apolonia Eibl – polska aktorka i śpiewaczka
- Apolonia Raksa – polska aktorka
- Apolonia Gojawiczyńska – polska pisarka
- Apolonia Ponińska – polska arystokratka.